# Niko Datković
Niko Datković (Fiume, 1993. április 21. –) többszörös horvát utánpótlás válogatott labdarúgó, a ciprusi Néa Szalamína játékosa.

## Pályafutása

### Klubcsapatokban
Datković a horvát HNK Rijeka akadémiáján nevelkedett, a felnőtt csapatban 2011. augusztus 26-án mutatkozott be egy HNK Šibenik elleni élvonalbeli mérkőzésen. A Rijeka csapatával 2014-ben horvát kupagyőztes lett. Ezután futballozott Svájcban és Olaszországban, 2018-ban román kupagyőztes lett a Craiova csapatával. 2018 és 2020 között a lengyel Cracovia Kraków játékosa volt. 2020 augusztusában szerződtette őt a Kisvárda csapata.

### Válogatott
Többszörös horvát utánpótlás-válogatott, tagja volt a 2013-as U20-as labdarúgó-világbajnokságon szerepelt válogatottnak.

## Sikerei, díjai
HNK Rijeka :
- Horvát labdarúgókupa győztes: 2014

 Universitatea Craiova :
- Román labdarúgókupa győztes: 2018